# Lampritrema miescheri
Lampritrema miescheri är en plattmaskart. Lampritrema miescheri ingår i släktet Lampritrema och familjen Lampritrematidae. Inga underarter finns listade i Catalogue of Life.